# Helin Bölek
Helin Bölek, née le 5 juin 1991 à Diyarbakır et morte le 3 avril 2020 à Istanbul, est une chanteuse turque. Elle était la chanteuse principale de Grup Yorum, un groupe folk turc créé par des étudiants en 1985 à Istanbul pour réagir au coup d'État militaire de 1980. Elle meurt le 3 avril 2020 après une grève de la faim de 288 jours engagée pour protester contre la censure dont sont victimes les chansons du groupe et obtenir la libération des musiciens arrêtés.

## Biographie
Helin Bölek est issue d'une famille de Diyarbakır. 
Elle intègre le groupe de musique révolutionnaire Grup Yorum où elle devient chanteuse solo. Interpellée lors d'une opération de police au centre culturel d'Idil à Istanbul en novembre 2016, elle est détenue pendant deux ans avec les sept membres du groupe pour « résistance à la police, insulte et appartenance à une organisation terroriste »,. Le pouvoir turc accuse Grup Yorum de collusion avec l'organisation marxiste-léniniste radicale et terroriste DHKP-C, accusations jugées sans fondement par les musiciens.  
Le 17 mai 2019, à nouveau emprisonnés, Bahar Kurt, Barış Yüksel, Ali Aracı, İbrahim Gökçek et Helin Bölek annoncent qu'ils entament une grève de la faim « indéfinie et irréversible », afin de mettre fin aux pressions, interdictions de concerts, descentes de police dont ils sont victimes. Les deux premiers interrompent leur action de protestation après 190 jours. İbrahim et Helin sont libérés en novembre 2019. Le 11 mars 2020, la police investit la maison où ils se trouvent et les transfère contre leur gré dans un hôpital d'Istanbul.
Helin Bölek meurt le 3 avril 2020, à son domicile.